# Gens Nasidiena
La gens Nasidiena era una familia plebeya de la antigua Roma. La gens es más conocida por Nasidieno Rufo, un équite adinerado cuya cena ofrecida a Mecenas es satirizada por Horacio.

## Origen
El nomen Nasidienus probablemente pertenece a una clase de nombres derivados de otras gentilicia, en este caso quizás Nasidius. Tales nombres eran bastante comunes en Piceno, lo que sugiere que los Nasidieni pueden haber venido originalmente de esa región de Italia.

## Miembros
- Nasidieno Rufo, un équite a quien Mecenas favoreció con su compañía, y cuya cena fue objeto de burla de Horacio. El nombre bien pudo haber sido un alias inventado por Horacio para evitar ofender al hombre en cuestión.[3][4]
- Nasidieno, mencionado por Marcial.[5]
- Lucio Nasidieno Agripa, un tribuno militar de la Legio XIV Gemina en la Colonia Claudia Ara Agrippinensium, en Germania Inferior.[6]